# Rhopalophora baracoana
Rhopalophora baracoana là một loài bọ cánh cứng trong họ Cerambycidae.